# Eduard Henning
Eduard Hermann Eugen Henning (* 1812 in Königsberg (Preußen); † 18. Mai 1860 in Thorn) war ein deutscher Jurist und Politiker.

## Leben
Henning war der Sohn eines Justizrates. Er absolvierte von 1830 bis 1833 ein Studium der Rechtswissenschaften in Königsberg und Berlin. Danach war er Justizkommissar, ab 1841 Rechtsanwalt und später auch Notar in Thorn.
Er war vom 18. Mai 1848 bis 2. November 1848 Mitglied der Frankfurter Nationalversammlung für die Provinz Preußen in Thorn, zunächst in der Fraktion Casino, später in der Fraktion Landsberg.
Von 1851 bis 1855 war er Vorsteher der Stadtverordnetenversammlung in Thorn.